# Palazzo Tolomei (Firenze)
Palazzo Tolomei si trova a Firenze in via de' Ginori 23.

## Storia
La casa apparteneva agli Ermini di Lucolena e nel 1644 venne acquistata per 3000 scudi da Neri Tolomei, grazie alla cospicua dote portata dalla moglie Margherita Frescobaldi. In quell'occasione il palazzo venne ricostruito e abitato dalla coppia. I Tolomei fiorentini (da non confondere coi Tolomei di Siena) erano originari di Legri in Val di Marina e se ne ha notizia fin dal 1246, con la cappella e le sepolture nella chiesa di Santo Stefano e con il loro primo priorato nel 1300. Furono chiamati Tolomei Gucci dal nome di Tolomeo di Guccio. Esercitavano il commercio della seta ed avevano interessi economici in molte compagnie bancarie. Divennero nobili nel 1591, dopo aver fondato una commenda dell'Ordine dei cavalieri di Santo Stefano.
Il figlio di Neri e Margherita, Baccio Maria Tolomei, nel 1689 divenne senatore del Granducato, accrescendo notevolmente le fortune della famiglia. Nel 1726 i del Chiaro misero in vendita il palazzo attiguo (poi detto palazzo Tolomei Biffi), che fu acquistato da Neri Maria, sposato con Maria Francesca Mannelli. 

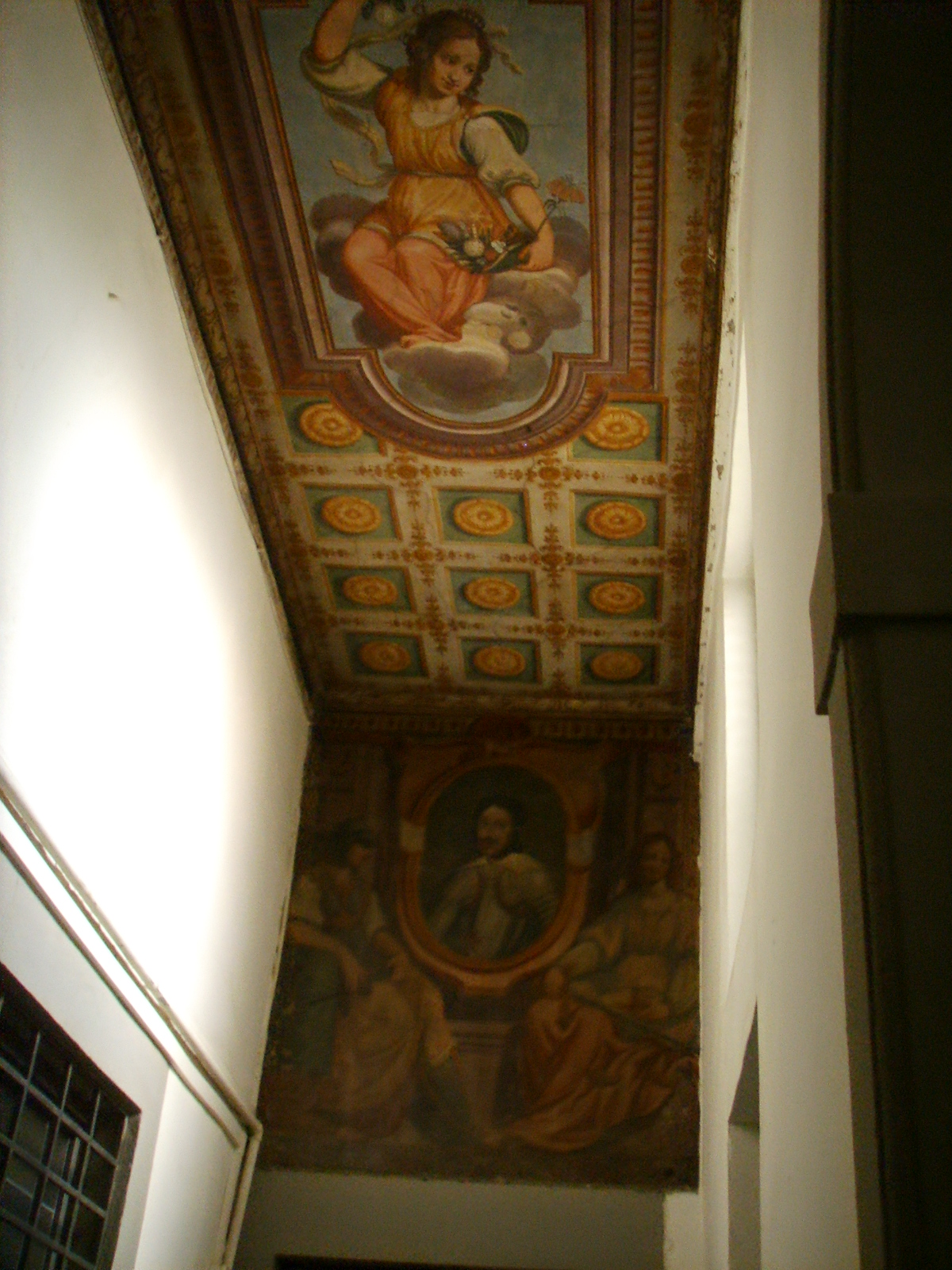
Affreschi interni

Anche in questo caso, la cospicua dote della figlia del senatore Jacopo Mannelli permise l'acquisto e non fu necessario vendere il palazzo precedente, che rimase della famiglia e venne da allora definita "casa piccola", in contrapposizione alla "casa grande" del palazzo Del Chiaro. 
Nel 1850 Paolo di Neri Maria di Jacopo vendette i due palazzi a Giuseppe Garzoni Venturi di Lucca, che divenne deputato, sindaco di Firenze e senatore del Regno. Alla morte del Garzoni Venturi i palazzi furono ereditati dalla figlia, moglie di Gian Paolo Poschi Meuron che tenne i due palazzi fino alla prima guerra mondiale. In seguito è passato alla famiglia Isola, che ne ha curato il restauro. Oggi il palazzo è diviso in unità condominiali.

## Descrizione
La facciata del palazzo è semplice e tipica delle dimore fiorentine del tardo Rinascimento. Un portale ad arco centrale, con cornice a bugnato e punta a "goccia", è affiancato da due finestre con cornici graduate (unica concessione al gusto barocco), mentre ai due piani superiori, sottolineate da cornici marcapiano, si trovano due file di tre finestre centinate dal disegno simile a quello del portale al primo piano, e meno sporgenti al secondo. 
Sotto la gronda sporgente si trovano gli affacci rettangolari del sottotetto. 
All'interno il palazzo è decorato da affreschi, ad esempio nel vano scale, dove si trova un ritratto di Ferdinando II e una figura allegorica.